# Fórum Mundial da Bicicleta

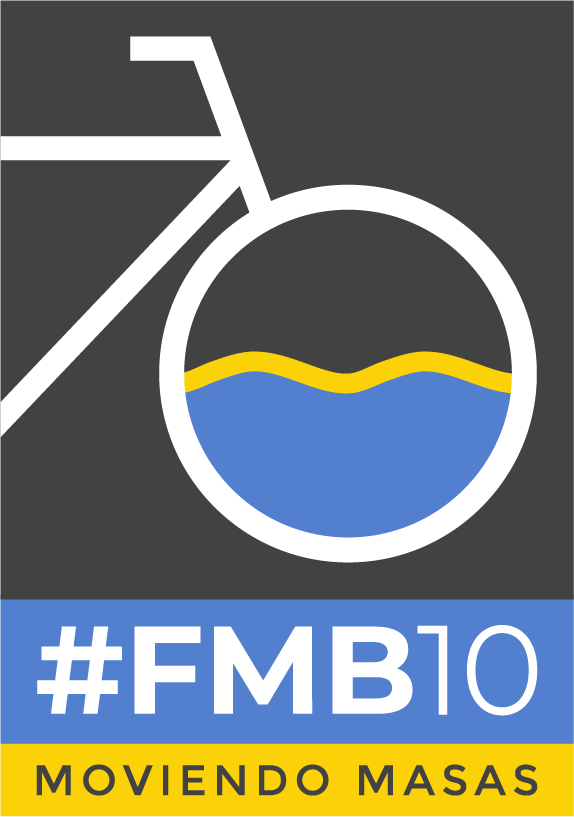

O Fórum Mundial da Bicicleta é um evento horizontal, de cicloativismo, discussão sobre a mobilidade por bicicleta e sobre o planejamento das cidades pelas pessoas e para as pessoas.
Segundo os idealizadores, o FMB surgiu em resposta a um atropelamento intencional contra os participantes da Massa Crítica (bicicletada) de Porto Alegre que ocorreu no dia 25 de fevereiro de 2011. O ocorrido foi registrado em vídeo gerando manifestações de solidariedade em diversas cidades do mundo e fomentando a discussão sobre a violência no trânsito. A primeira edição ocorreu exatamente na data do 1º aniversário do atentado.
Possui uma programação diversificada que inclui painéis de discussão formados por convidados de diferentes países que fazem a diferença em suas áreas de atuação e vão expor suas ideias e experiências; oficinas autogestionadas; atividades culturais com exposições, exibição de vídeos e apresentações artísticas e pedaladas de caráter variado.
Além da discussão, o FMB se propõe a fortalecer as redes de contato entre os participantes de várias cidades e países. Estimular mudanças permamentes à cidade sede. Disponibilizar vivências e oficinas práticas permitindo assim mudanças pessoais imediatas.

## Princípios
- Gratuito: a participação em qualquer atividade do Fórum deve ser inteiramente gratuita para qualquer pessoa interessada. Além disso, procura-se ao máximo oferecer demais serviços sem custo como hospedagem solidária e empréstimo de bicicletas para os participantes.
- Horizontal: seu planejamento e organização é feito por meio de trabalho voluntário, onde todas as informações são públicas e não há hierarquia entre os envolvidos.
- Autogestionário: com exceção das palestras principais e algum outro evento especial, a grande maioria das atividades propostas e realizadas é autogestionada.
- Feito por pessoas: apesar do diálogo e parcerias com os mais variados tipos de instituições (ensino, governo, privadas, terceiro setor), o trabalho é desenvolvido por indivíduos, sem que haja apropriação por empresas e também livre de propagandas, logotipos e marcas registradas.

## Objetivos
De acordo com os organizadores do evento, o Fórum Mundial da Bicicleta não se limita a discutir as políticas de incentivo ao uso da bicicleta na cidade para promover mobilidade urbana sustentável, integração comunitária, bem-estar pessoal e social. Também é abordada a transformação de espaços urbanos de forma que priorizem as pessoas e os relacionamentos humanos.

## Histórico

### Curitiba - FMB2014
Realizado de 13 a 16 de fevereiro de 2014  com o tema "Cidade em Equilíbrio". Nesta edição houve uma clara expansão, trazendo sete convidados internacionais: Carlos Cadena Gaitan, Carlos Marroquin, Mona Caron, Chris Carlsson, Elly Blue, Lars Gemzoe, Olga Sarmiento e Uwe Redecker. Foram realizadas cerca de 80 atividades autogestionadas.
Esta edição também utilizou o financiamento coletivo  e introduziu uma inscrição online e presencial com o intuito de estimar o número de participantes e criar um canal de comunicação com os mesmos. Foram registradas 1359 inscrições pela internet e 243 inscrições presenciais. Contudo, por se tratar de um evento aberto e inteiramente gratuito, acredita-se que o número real de participantes foi bastante superior.
Mais de 20 dos 26 estados brasileiros estavam presentes e havia pelo menos 10 países diferentes apresentando algum trabalho, atividade ou palestra durante o evento. Algumas das organizações presentes foram: União de Ciclistas do Brasil, Clube de Cicloturismo do Brasil, CicloIguaçu(PR), Ciclocidade(SP), ViaCiclo Florianópolis(SC), Rodas da Paz(DF), Pedala Manaus(AM), BH em Ciclo(MG), Transporte Ativo(RJ), Associação de ciclismo de Balneário Camboriú e Camboriú(SC), Associação Blumenau Pró-ciclovias(SC), Associação de Ciclistas de Porto Alegre(RS), Ciclovida UFPR, Bikes not Bombs(Boston, EUA) entre outros.
Durante o evento também aconteceu o Festival Ciclecine. E houve uma intensa cobertura dos próprios participantes.

### Porto Alegre - FMB2013
Realizado de 21 a 24 de fevereiro de 2013 com o tema "Pedalar para transformar". A segunda edição, também organizada em Porto Alegre, atraiu mais de sete mil pessoas de todo mundo. E serviu de estímulo à discussão de novas formas de garantir mais estrutura para os ciclistas e mais segurança no trânsito para a população em geral. Nesta edição foi introduzido o financiamento coletivo através do site Catarse para custear a vinda das convidadas internacionais: Caroline Samponaro, Mona Caron e Amarilis Horta Tricallotis.

### Porto Alegre - FMB2012
A primeira edição do Fórum foi realizada de 23 a 26 de fevereiro de 2012 na mesma cidade onde houve o atropelamento intencional. Coincidindo com o 1° aniversário do atropelamento coletivo.
Segundo os organizadores, o evento contou com aproximadamente 7 mil participantes entre palestrantes, oﬁcineiros e visitantes de diversos estados e países que participaram de painéis sobre os temas Mobilidade Urbana, Cicloativismo, Economia, Ciclismo Esportivo, Cicloturismo e de mais de 20 oficinas relacionadas ao universo da bicicleta. Chris Carlsson foi o convidado internacional. O evento gerou mídia espontânea, sendo mencionado em mais de 50 notícias veiculadas em jornais impressos, cerca de 50 inserções em rádio e TV e cerca de 400 inserções na internet. O sucesso do primeiro evento motivou a realização de sua segunda edição, aprimorando o debate sobre a necessidade de cidades para pessoas e o papel que a bicicleta e outros modais sustentáveis têm como motivadores de transformações urbanas e sociais.

## Próxima Edição
Na assembleia de encerramento do último Fórum a cidade de Medellín,Colômbia foi escolhida para 2015. A proposta foi defendida por Carlos Cadena Gaitan.